# Rebordelo (Vinhais)
Rebordelo es una freguesia portuguesa del municipio de Vinhais, en el distrito de Braganza, con 22,15 km² de superficie y 618 habitantes (2011). Su densidad de población es de 27,9 hab/km².
Rebordelo ocupa el extremo suroccidental del concelho de Vinhais, limitando con los de Valpaços (este ya en el Distrito de Vila Real) y Mirandela.